# Seattle Storm 2007
La stagione 2007 delle Seattle Storm fu l'8ª nella WNBA per la franchigia.
Le Seattle Storm arrivarono quarte nella Western Conference con un record di 17-17. Nei play-off persero la semifinale di conference con le Phoenix Mercury (2-0).

## Roster
| N° | Naz.                   | Ruolo | Sportivo              | Anno | Alt. | Peso |
| -- | ---------------------- | ----- | --------------------- | ---- | ---- | ---- |
| 0  | Stati Uniti (bandiera) | A     | Shyra Ely             | 1983 | 188  | 83   |
| 3  | Stati Uniti (bandiera) | AC    | Wendy Palmer          | 1974 | 188  | 75   |
| 4  | Stati Uniti (bandiera) | GA    | Katie Gearlds         | 1984 | 185  | 83   |
| 6  | Stati Uniti (bandiera) | G     | Doneeka Hodges        | 1982 | 175  | 73   |
| 8  | Brasile (bandiera)     | GA    | Iziane Castro Marques | 1982 | 183  | 64   |
| 10 | Stati Uniti (bandiera) | G     | Sue Bird              | 1980 | 175  | 68   |
| 14 | Senegal (bandiera)     | C     | Astou Ndiaye          | 1973 | 191  | 83   |
| 14 | Canada (bandiera)      | G     | Shona Thorburn        | 1982 | 175  | 68   |
| 15 | Australia (bandiera)   | AC    | Lauren Jackson        | 1981 | 196  | 85   |
| 22 | Stati Uniti (bandiera) | G     | Betty Lennox          | 1976 | 173  | 65   |
| 30 | Stati Uniti (bandiera) | G     | Tanisha Wright        | 1983 | 180  | 75   |
| 33 | Stati Uniti (bandiera) | C     | Janell Burse          | 1979 | 196  | 90   |
| 42 | Stati Uniti (bandiera) | C     | Tye'sha Fluker        | 1984 | 196  | 95   |
| 43 | Stati Uniti (bandiera) | C     | Ashley Robinson       | 1982 | 193  | 82   |

## Staff tecnico
- Allenatore: Anne Donovan
- Vice-allenatori: Heidi VanDerveer, Shelley Patterson
- Vice-allenatore per lo sviluppo dei giocatori: Tal Skinner